# Indice PRAL
 (novembre 2021).
L’indice PRAL (en anglais : Potential Renal Acid Load, « charge potentielle d'acide rénal ») permettrait de connaître l’effet acidifiant ou alcalinisant des aliments consommés par l'intermédiaire d'une formule. Il ne doit pas être confondu ni avec le pH, (qui mesure l'acidité ou l'alcalinité d'une solution), ni avec la NAE ( net acid excretion) qui est la valeur réelle de la charge acide induite par un aliment et qui est obtenue par mesure dans les urines. Cet indice théorique est souvent utilisé en diététique alimentaire, mais sans qu'il y ait consensus scientifique sur l'existence de cet effet, ni sur ses conséquences pour la santé humaine.

## Origine
L'indice PRAL est un concept développé par Thomas Remer et Friedrich Manz du département nutrition et santé de l'Institut de recherche pour la nutrition des enfants à Dortmund en Allemagne.

## Concept
L'indice PRAL s'exprime en milliéquivalent (mEq). Plus  cet indice est haut plus l'aliment sera considéré comme acidifiant. Cette formule est PRAL (mEq/jour) = 0.49 x protéine (g/jour) + 0.037 x phosphore (mg/jour) - 0.021 x potassium (mg/jour) -  0.026 x magnesium (mg/jour) - 0.013 x calcium (mg/jour)

## Intérêt en diététique
La connaissance de l'indice PRAL d'un aliment permettrait de mieux composer son menu en fonction de l'acidité générée par les aliments. Le but visé de consommer une alimentation équilibrée, l'alimentation moderne étant jugée trop acidifiante[citation nécessaire], ce qui provoquerait notamment une déminéralisation[citation nécessaire]. Cependant, l'indice PRAL n'est pas assez complet et ses valeurs (qui sont donc toujours calculées) peuvent être forts différentes des valeurs mesurées dans les urines (ces valeurs mesurées correspondent véritablement à la NAE). Une de ses grandes faiblesses est de ne pas tenir compte des acides organiques, ni des sels d'acides organiques [citation nécessaire]. Une étude  réalisée par Thomas Remer en 2003 montre que la prise en compte de ces acides organiques permet de corriger en partie l'indice PRAL  (notons cependant que dans cette étude les apports de chlorure de sodium ont du être enlevés pour parvenir à cette correction). Une autre faiblesse est de considérer que toutes les protéines génèrent une charge acide nette identique. Enfin, les taux d'assimilation réelle des éléments sont ignorés également. En fin de compte, il est normal que l'indice PRAL soit parfois tièdement accueilli par le monde médical.